# 澄江 (红水河)
澄江，位于中国广西壮族自治区西北部河池市都安瑶族自治县境内，是西江红水河段左岸支流，发源于都安县大兴乡九顿村地下河出口处，向南流经大兴乡、高岭镇、安阳镇和澄江乡，至澄江乡红渡村西北注入红水河。明河段总长44千米，平均比降2.57‰，流域面积926平方千米。